# Caesalpinia sinensis
Caesalpinia sinensis är en ärtväxtart som först beskrevs av William Botting Hemsley, och fick sitt nu gällande namn av Jules Eugène Vidal. Caesalpinia sinensis ingår i släktet Caesalpinia och familjen ärtväxter. Inga underarter finns listade i Catalogue of Life.